# Удмуртський Ятцаз
Удму́ртський Ятца́з (рос. Удмуртский Ятцаз) — присілок у складі Алнаського району Удмуртії, Росія.

## Населення
Населення — 54 особи (2010; 30 в 2002).
Національний склад станом на 2002 рік:
- удмурти — 100 %

## Господарство
В селі діє початкова школа.

## Історія
З 1929 року присілок перебувало в складі Байтеряковської сільської ради Алнаського району. Того ж року в селі створено колгосп «Мачта». 1950 року він був ліквідований і увійшов до складу колгоспу ім. Калініна. В період 1963—1964 років присілок перебувало в складі Кучеряновської сільської ради.

## Урбаноніми[3]
- вулиці — Російська, Удмуртська